# Hall's Island
Hall's Island är en ö i Bermuda (Storbritannien).   Den ligger i parishen Hamilton, i den östra delen av landet, 8 km nordost om huvudstaden Hamilton.